# 尾中俊介
尾中 俊介（おなか しゅんすけ、1975年 - ）は、日本のグラフィックデザイナー、詩人。山口県宇部市出身。

## 経歴
2004年、キュレーターの遠藤水城、美術家の安部貴住、映画研究者でミュージシャンのシェーン・ボーデンらとともにオルタナティブスペース art space tetra を福岡市博多区に設立、2012年まで展覧会や実験音楽イベントなどの企画・運営に携わる。2007年にデザイナーの田中慶二とデザイン事務所 Calamari Inc. を共同設立、主に芸術関連の印刷物や書籍のデザインを手がける。2009年に上梓した自装による詩集『CUL-DE-SAC／カルデサック』が、第15回中原中也賞の最終候補にあがり、「具象と抽象の撚り合わさった散文詩の魅力と抜群の力量」との評価を受ける。2018年、一般家庭から提供されたゾウのはな子との記念写真169枚で構成した写真集『はな子のいる風景 イメージを（ひっ）くりかえす』のデザインで、第52回造本装幀コンクール東京都知事賞を受賞。2013年より実験的な造本形式の試みとして出版レーベル「pub」を運営。

## 主な仕事

### ブックデザイン
- 志賀理江子『SHIGA Lieko』（Tokyo Contemporary Art Award(TCAA)、2023）
- 松本篤（編）『わたしは思い出す 11年間の育児日記を再読して』（AHA!、remo、2023）ISBN 978-4-9910760-1-5
- 菅野純『Planet Fukushima』（赤々舎、2023年）ISBN 978-4-86541-162-1
- 林央子『here and there vol.15 belonging issue』（Nieves、2022）ISBN 978-3-907179-48-2
- 梅田哲也『O滞』（T&M Projects、2021）ISBN 978-4-909442-22-2
- 久門剛史『らせんの練習』（豊田市美術館・torch press、2020）ISBN 978-4-907562-21-2
- 一之瀬ちひろ『きみのせかいをつつむひかり（あるいは国家）について』（FREAKS、2019年）
- 田村友一郎『Week End / End Game』（小山市立車屋美術館、2019年）
- 松本篤（編）『はな子のいる風景 イメージを（ひっ）くりかえす』（AHA!、武蔵野市立吉祥寺美術館、2017）ISBN 978-4-9909772-0-7
- 正路佐知子（編）『歴史する！ Doing history!』（福岡市美術館、2016年）
- 芹沢高志・港千尋『言葉の宇宙船 わたしたちの本のつくり方』（ABI＋P3共同出版プロジェクト、2016）ISBN 978-4-904965-07-8
- 正路佐知子（編）『想像しなおし In Search of Critical Imagination』（福岡市美術館、2014年）
- 冨井大裕『MOTOHIRO TOMII | WORKS 2006-2010』（中山真由美・冨井大裕、2011）

他

## 著書

### 詩集
- 『CUL-DE-SAC／カルデサック』（みぞめ書堂、2009年）